# 江苏省口腔医院
江苏省口腔医院即南京医科大学附属口腔医院，是中华人民共和国江苏省的一所医院，为三级医院，位于南京市鼓楼区汉中路136号。

## 规模
总床位100张，日门诊量302人次。